# Jenny Lewis
Jennifer Diane "Jenny" Lewis (Las Vegas, Nevada; 8 de enero de 1976) es una cantante, músico y actriz estadounidense. Fue la cantante principal y guitarrista de la banda de indie rock Rilo Kiley Es ampliamente considerada como la reina del Rock indie. Ha lanzado cuatro álbumes como solista.

## Vida personal
Lewis nació en Las Vegas, Nevada. Su madre, Linda, era cantante profesional y su padre, Eddie Gordon, era miembro del Harmonica Gang de Las Vegas. Lewis es de ascendencia judía asquenazí.

## Actuación
Lewis hizo su debut como actriz en un anuncio de Jell-O, además de aparecer en el papel de una de las nietas de Lucy en el programa Life with Lucy, de Lucille Ball. Tuvo papeles pequeños en programas de televisión como Baywatch, Golden Girls, Growing Pains, Roseanne, Mr. Belvedere y Brooklyn Bridge. También apareció en una docena de películas, entre ellas La tropa de Beverly Hills y El campeón del videojuego.

## Música

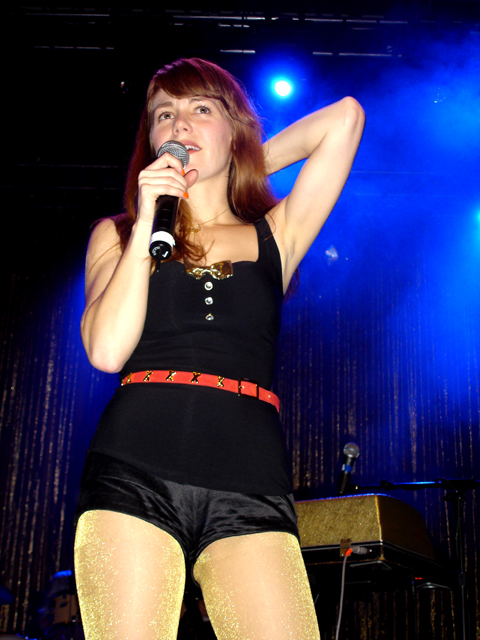
Jenny Lewis.

### Rilo Kiley
En 1998, ella y sus amigos Pierre De Reeder, Blake Sennett y Dave Rock formaron la banda de indie rock Rilo Kiley en Los Ángeles, California. En una entrevista con All Songs Considered de NPR, Lewis comentó que quería nombrar al grupo Love's Way (a partir del acto de salón de sus padres en Las Vegas), pero Sennett "no estuvo de acuerdo". Originalmente se le pidió que cantara coros, pero Lewis se negó a unirse a la banda a menos que pudiera cantar la voz principal. Empezaron con un sonido country que fue haciéndose indie rock, y fue con su álbum More Adventurous que alcanzaron el éxito. Críticos como Chris Dahlen de Pitchfork atribuyeron esto a la decisión de enfatizar la voz y la presencia de Lewis más que en álbumes anteriores. La canción "Portions for Foxes" fue un éxito, y en 2005 la banda firmó con Warner Bros. y fue telonera de Coldplay durante su tour por los Estados Unidos ese mismo año. En 2011, Blake Sennett insinuó la desintegración de la banda. En una entrevista en 2014, Lewis la confirmó.

### Carrera solista
En 2004, Conor Oberst invitó a Lewis a grabar un disco en solitario para el sello discográfico Team Love. Descrito por Lewis como "una especie de disco de soul", Rabbit Fur Coat (lanzado el 24 de enero de 2006) presenta contribuciones de Oberst, M. Ward y el guitarrista de Maroon 5 James Valentine. Ben Gibbard de Death Cab for Cutie en una versión de "Handle With Care" de The Travelling Wilburys. The Watson Twins acompañan al álbum, anunciado como "Jenny Lewis and the Watson Twins". Lewis realizó una gira en apoyo del álbum tres veces en 2006 y apareció con su banda en el Late Show with David Letterman, The Late Late Show with Craig Ferguson, Late Night con Conan O'Brien y Later... with Jools Holland. También aparecieron en un programa de música para niños con sede en Washington D. C. llamado Pancake Mountain, interpretando la canción "See Fernando". El álbum recibió críticas positivas, con Entertainment Weekly escribiendo, "Considere a Lewis la Emmylou Harris del set de Silver Lake" y Rolling Stone comentando que "su voz seductora y juvenil es más versátil que nunca".  El A.V. Club, Spin y Meredith Ochs de NPR, lo nombraron entre los mejores álbumes del año.
En 2008, Lewis lanzó un segundo álbum en solitario titulado Acid Tongue. Seis años después, el 29 de julio de 2014, Lewis lanzó The Voyager. El álbum tardó cinco años en completarse y es un reflejo de la ruptura de Rilo Kiley y la muerte de su padre. El lanzamiento del álbum fue precedido por el sencillo "Just One of the Guys". El video musical de "Just One of the Guys" fue lanzado el 15 de julio de 2014 a través de GQ y está protagonizado por Lewis, Anne Hathaway, Kristen Stewart, Brie Larson y Tennessee Thomas, ex baterista de The Like. Lewis dirigió el video.
El 23 de enero de 2019, Lewis anunció que la fecha de lanzamiento de su nuevo álbum On the Line sería el 22 de marzo de 2019. El primer sencillo "Red Bull & Hennessy" debutó con una aclamación positiva.

### Jenny and Johnny
En 2010, Lewis formó el dúo Jenny and Johnny con su entonces pareja, Johnathan Rice, y lanzaron un álbum titulado I'm Have Fun Now en Warner Bros. Records. En 2015, Rice y Lewis escribieron la canción "Cold One" para la película Ricki and the Flash.

### El Tour The Voyager
El 8 de julio de 2014, Lewis comenzó su gira "The Voyager" en el Ottawa Bluesfest en Ontario, Canadá. Pasó julio de gira por los Estados Unidos y lanzó el álbum The Voyager el 29 de julio. Su gira incluyó presentaciones en Newport Folk Festival, Lollapalooza, Outside Lands Music and Arts Festival, Red Rocks Amphitheatre, el 2014 ITunes Festival en Londres, dos presentaciones en el Festival de Música de Austin City Limits y el Festival Life Is Beautiful en Las Vegas.

### Otros proyectos musicales

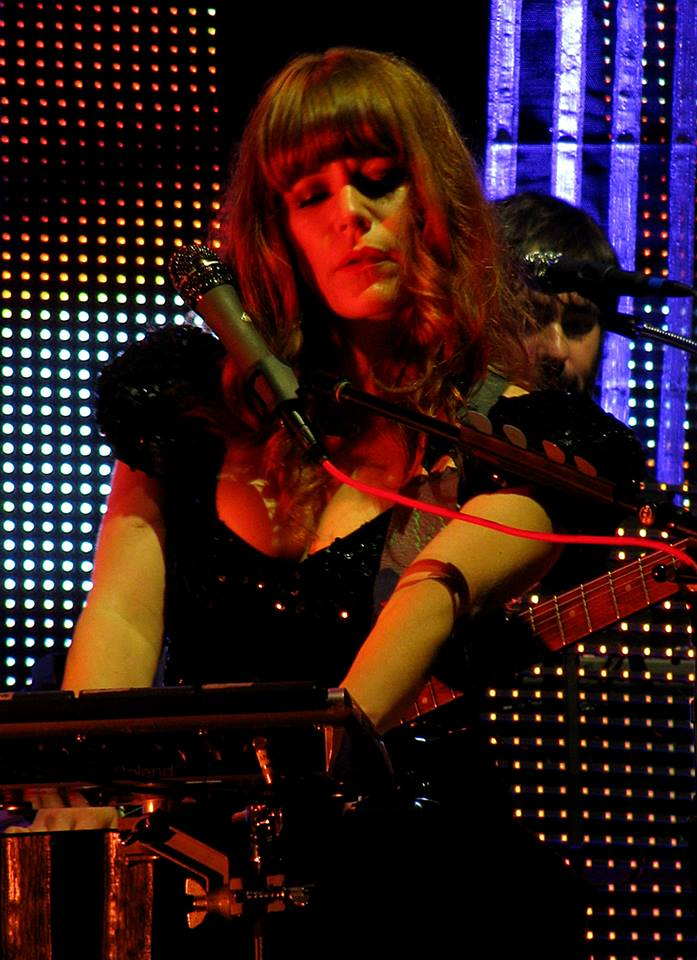
Jenny Lewis con The Postal Service en Lollapalooza 2013.

En 2002, a Lewis le pidieron que prestara su voz para algunas canciones de The Postal Service, cuyo álbum Give Up fue un éxito comercial y de la crítica. Lewis actuó en el video de We Will Become Silhouettes y estuvo de gira con la banda en 2003.
En 2004, Conor Oberst invitó a Lewis a grabar una canción en solitario para el sello discográfico Team Love. Fue así como Rabbit Fur Coat fue lanzado en enero de 2006, con colaboraciones de músicos como Ben Gibbard de Death Cab for Cutie, James Valentine, guitarrista de Maroon 5 y The Watson Twins
En 2008 escribió e interpretó la canción "Barking at the Moon" para la película animada "Bolt".
En 2010, colabora con Brandon Flowers en su nuevo disco solista, Flamingo.
En 2011, una de sus canciones "Bad Man's World" es utilizada en la película The Hangover Part II.
En 2014, Lewis contribuyó con una pista exclusiva para Girls de HBO, en colaboración con Rostam Batmanglij de Vampire Weekend titulada "Completely Not Me". La canción apareció en el estreno de la tercera temporada. Es la segunda pista de Girls Volume Two: All Adventurous Women Do.
En 2016, Lewis contribuyó al segundo álbum navideño de She & Him, Christmas Party, apareciendo en la canción "Winter Wonderland".
En 2016, el trío Nice As Fuck compuesto por Lewis, Erika Forster (de Au Revoir Simone) y Tennessee Thomas (de The Like) debutó en un concierto de recaudación de fondos para el político Bernie Sanders. El grupo abrió en varias ocasiones durante una gira de M. Ward.
El 25 de junio de 2019, Lewis interpretó "Wasted Youth" en The Late Show with Stephen Colbert.
El 13 de noviembre de 2019, se anunció que Lewis sería un acto de apertura de Harry Styles en la etapa norteamericana de su Love On Tour 2020.

## Filmografía
| Año  | Filme                                         | Rol                                 | Notas                       |
| ---- | --------------------------------------------- | ----------------------------------- | --------------------------- |
| 1983 | It's an Adventure, Charlie Brown              | Ruby (voz)                          | TV                          |
| 1985 | The Twilight Zone segmento "If She Dies"      | Sarah                               | TV                          |
| 1986 | Convicted                                     | Shelley Forbes                      | TV                          |
| 1986 | Life with Lucy                                | Becky McGibbon                      | Serie de TV                 |
| 1987 | Trading Hearts                                | Yvonne Rhonda Nottingham            |                             |
| 1987 | The Golden Girls                              | Daisy                               | Serie de TV                 |
| 1987 | Uncle Tom's Cabin                             | Evangeline 'Pequeña Eva' St. Claire | TV                          |
| 1988 | Growing Pains                                 | Judy Jones                          | TV                          |
| 1988 | A Friendship in Vienna                        | Inge Dournenvald                    | TV                          |
| 1988 | Baby M                                        | Martes                              | TV                          |
| 1988 | My Father, My Son                             | Maya                                | TV                          |
| 1988 | Who Gets the Friends?                         |                                     | TV                          |
| 1989 | Shannon's Deal                                | Neala Shannon                       | TV                          |
| 1989 | Baywatch                                      | Alex                                | TV                          |
| 1989 | The Wizard                                    | Haley Brooks                        | Filme                       |
| 1989 | Troop Beverly Hills                           | Hannah Nefler                       | Filme                       |
| 1990 | Perry Mason: The Case of the Defiant Daughter | Melanie Benson                      | TV                          |
| 1991 | Brooklyn Bridge                               | Katie Monahan                       | Serie de TV                 |
| 1991 | Daddy                                         | Melissa Watson                      | TV                          |
| 1991 | Line of Fire: The Morris Dees Story           | Ellie                               | TV                          |
| 1991 | Runaway Father                                | Marcia                              | TV                          |
| 1992 | Big Girls Don't Cry... They Get Even          | Corinne                             |                             |
| 1994 | Murder She Wrote                              | Leslie Walden                       | TV                          |
| 1994 | Runaway Daughters                             | Laura Cahn                          | TV                          |
| 1996 | Foxfire                                       | Rita Faldes                         |                             |
| 1996 | Sweet Temptation                              | Jade Larson                         | TV                          |
| 1996 | Talk to Me                                    | Kelly Reilly                        | TV                          |
| 1997 | Little Boy Blue                               | Traci Connor                        |                             |
| 1998 | Pleasantville                                 | Christin                            |                             |
| 2001 | Don's Plum                                    | Sara                                | Filmado 1995–96             |
| 2008 | Bolt                                          | Director asistente                  | Voz                         |
| 2010 | American Dad!                                 | Amy                                 | Voz                         |
| 2014 | Comedy Bang Bang                              |                                     | Reemplazo para Reggie Watts |
| 2015 | A Very Murray Christmas                       | Mesera                              | Serie de TV                 |
| 2019 | Jenny Lewis’ On the Line Online               |                                     | Stream de JennyLewis.com    |

## Discografía

### Rilo Kiley
- Take-Offs and Landings (2001)
- The Execution of All Things (2002)
- More Adventurous (2004)
- Under the Blacklight (2007)
- Rkvives' (2013)

### Solista
- Rabbit Fur Coat (2006) (con The Watson Twins)
- Acid Tongue (2008)
- The Voyager (2014)
- On the Line (2019)
- Joy'All (2023)

### Jenny & Johnny
- I'm Having Fun Now (2010)
- Live at Third Man Records (2010)

### Nice As Fuck
- Nice As Fuck (2016)